# Unendlichkeit (Roman)
Unendlichkeit ist ein Science-Fiction-Roman von Alastair Reynolds, der sowohl dem Genre der Space Opera als auch dem Genre der Hard-SF zuzuordnen ist. Er erschien 2000 in Großbritannien und 2001 in den USA (unter dem Titel Revelation Space) und wurde in Deutschland 2001 erstmals im Heyne-Verlag verlegt.

## Handlung
Unendlichkeit ist in zwei Handlungsstränge unterteilt, welche sich am Schluss vereinigen. Die Zeiträume der Handlungen liegen etwa zwischen 2546 und 2566.
Der erste Handlungsstrang beginnt auf dem Planeten Resurgam im Delta-Pavonis-System, wo Xeno-Archäologe Dan Sylveste nach Artefakten und Erklärungen für den Untergang des Volkes der Amarantin sucht. Dieser Untergang, der vor etwa einer Million Jahre stattfand, wird „das Ereignis“ genannt und ereignete sich zu einem Zeitpunkt, als die Amarantin auf dem Weg waren, Techniken zur interstellaren Raumfahrt zu entwickeln. Sylveste wird jedoch von seinen politischen Gegnern abgesetzt und inhaftiert, da er ihrer Meinung nach zu viele Ressourcen des Planeten in seine Ausgrabungen steckt.
Der zweite Handlungsstrang dreht sich um Triumvir Ilia Volyova und das Lichtschiff Sehnsucht nach Unendlichkeit mit dessen Ultra-Besatzung. Der Captain des Schiffes ist von einer schweren Seuche, der Schmelzseuche befallen, die seine kybernetischen Implantate angreift. Um ihren Captain zu heilen, will die Crew im Yellowstone-System (Epsilon Eridani), der wissenschaftlichen Hochburg der Menschheit, den Cybernetiker Calvin Sylveste ausfindig machen. Da sie erfahren, dass Sylveste vor Jahrzehnten schon ins Delta-Pavonis-System aufgebrochen ist, beschließen die Ultras, als nächstens dorthin zu fliegen. Vor dem Abflug müssen sie allerdings noch ihren Waffenoffizier ersetzen, da Volyova dringend eine Person für den Posten benötigt, um 40 sogenannte Höllenklasse-Geschütze (gefunden auf einem verlassenen Asteroiden) zu bedienen. Für diesen Posten findet sich Ana Khouri, eine Ex-Soldatin, welche von der Welt Sky’s Edge (61 Cygni) stammt. Ihr wurde ein Implantat der mysteriösen Mademoiselle ins Gehirn gesetzt und sie folgt anfangs noch widerwillig ihren Befehlen, später wehrt sie sich aber dagegen und stellt die Motive der Mademoiselle in Frage.
Zur Vereinigung der Handlungsstränge kommt es auf Resurgam, als die Ultras die Kolonie Resurgam erpressen und Dan Sylveste an Bord holen. Dieser will seine Theorien um die Amarantin beweisen und zum Neutronenstern Hades am Rande des Resurgam-Systems aufbrechen, wo es zum Showdown kommt.

## Hintergrund
Das Buch ist Teil des Revelation-Space-Zyklus, eines lose zusammenhängenden Zyklus von Reynolds. Die englische Originalausgabe des Romans erschien wie alle Romane des Revelation-Space-Zyklus unter der Marke Gollancz Science Fiction der britischen Orion Publishing Group. Die deutsche Ausgabe erschien wie auch die anderen Romane im Heyne Verlag, die Übersetzung leistete Irene Holicki.

## Rezeption
Das Literaturportal Phantastik Couch hielt fest, dass Unendlichkeit einerseits auf ein konventionelles SciFi-Setting setze, sich andererseits aber durch eine gelungene Charakterzeichnung von der Masse absetze. Die Geschichte erfordere ob ihrer wilden Sprünge durch Handlungsstränge und Zeit viel Aufmerksamkeit vom Leser, sei aber voller einprägsamer Beschreibungen und wirke durch Reynolds wissenschaftlichen Hintergrund in technischer Hinsicht sehr authentisch. In Summe ergebe sich eine „fesselnde und ausgesprochen unterhaltsame Vision der Menschheit im All“.